# 11881 Mirstation
11881 Mirstation (1990 QO6) là một tiểu hành tinh vành đai chính được phát hiện ngày 20 tháng 8 năm 1990 bởi E. W. Elst ở Đài thiên văn Nam Âu.